# Klaus Egelkraut
Klaus Egelkraut (* 9. August 1935 in Berlin) ist ein deutscher Physiker und Autor.

## Leben
Egelkraut machte sein Abitur 1954 in Hamburg und begann dort ein Physikstudium, das er 1960 in Heidelberg mit dem Diplom abschloss. Im gleichen Jahr begann er bei der Deutschen Bundesbahn in der Bundesbahn Versuchsanstalt Minden. Bei der Bahn entwickelte und verbesserte er die Zerstörungsfreie Prüfung. 1975 übernahm er die Abteilung Mechanik der Bundesbahn Versuchsanstalt Minden. Zudem war er als Fachgutachter und Sachverständiger tätig. Von 1993 bis 1994 war er kommissarischer Leiter des Versuchszentrum der ehemaligen Reichsbahn in Kirchmöser. 1995 wurde er Leiter des Versuchszentrums zwei in Minden. 1997 hatte er die Verantwortung und Leitung des Forschungs- und Technologiezentrums Minden (FTZ).

## Veröffentlichungen
1972 erschien sein erstes Lehrheft: „Praktikum der Ultraschallprüfung – U1.0“. 1978 gründete er die Schriftreihe „Zerstörungsfreie Prüfungen in Frage und Antwort – Testaufgaben zur Selbstkontrolle und zum Gebrauch bei Prüfungen“. 1986 war er Gründer und Herausgeber der „DGZfP-Zeitung“ (Deutsche Gesellschaft für Zerstörungsfreie Prüfung), für dessen Leitartikel er von Heft Nummer 1 bis zur Nummer 32 verantwortlich war. 1993 erschien seine Broschüre „Ultraschall Prüfungen in Deutschland – Erinnerungen an die Anfänge“, 2006 das Buch „Treffend gesagt - Zitate, Sprichwörter und bedeutsame Äußerungen“, DVS Verlag, 2009 das Buch „Ein Prüfer … Vergnügliche Einsichten in die zerstörungsfreie Prüfung“, Castell Verlag, und 2013 das Buch „Die Vortragsfibel“ im Leonidas Verlag.

## Auszeichnungen
- 1974: Berthold-Preis[2]
- 2000: Ehrennadel und Ehrenkolloquium DGZfP